# Erg Iguidi
Erg Iguidi är en sandöken i Algeriet. Den ligger i provinsen Tindouf, i den västra delen av landet, 1 500 km sydväst om huvudstaden Alger.